# Świbka morska
Świbka morska (Triglochin maritima) – gatunek byliny należący do rodziny świbkowatych (Juncaginaceae). Występuje na obu półkulach. w Polsce najliczniej na wybrzeżu i centrum nizin, objęta ochroną.

## Rozmieszczenie geograficzne
Rozpowszechniona na półkuli północnej i południowej. W Europie na południe aż po Portugalię, północne i środkowe Włochy i Bułgarię. Nie występuje na wyspach atlantyckich. Spotykana raczej w regionach o klimacie umiarkowanym i zimniejszym. W Polsce rośnie głównie na wybrzeżu oraz w środkowej części nizin.

## Morfologia
PokrójRoślina trwała, silna, dochodzi do 75 cm wysokości, o zapachu podobnym do chloru.
ŁodygaProsto wzniesiona, mięsista łodyga miewa do 4 mm grubości. Pod ziemią roślina ma krótkie, grube i poziomo leżące lub skośnie podnoszące się kłącze, które nie tworzy rozłogów.
LiścieWszystkie liście są odziomkowe, wąskoliniowate do półcylindrycznie rynienkowatych, trawiaste, mięsiste, do 4 mm grubości, u nasady rozszerzone.
KwiatyMałe zielonkawe kwiaty są obupłciowe i zebrane w gęste, wielokwiatowe, szczytowe grona. Szypułki kwiatowe do 4 mm długości, krótsze od owocu. Działek kwiatu jest sześć – ustawionych w obu okółkach; ku górze działki stają się lekko czerwonawe. Pręcików sześć.
OwocPodłużne owocolistki w liczbie sześciu z sześcioma małymi znamionami są jednonasienne; rozpadają się na sześć owoców częściowych. Owocki wzniesione, podłużnie jajowate, do 6 mm długości, u nasady zaokrąglone, a na szczycie nieco ściśnięte.

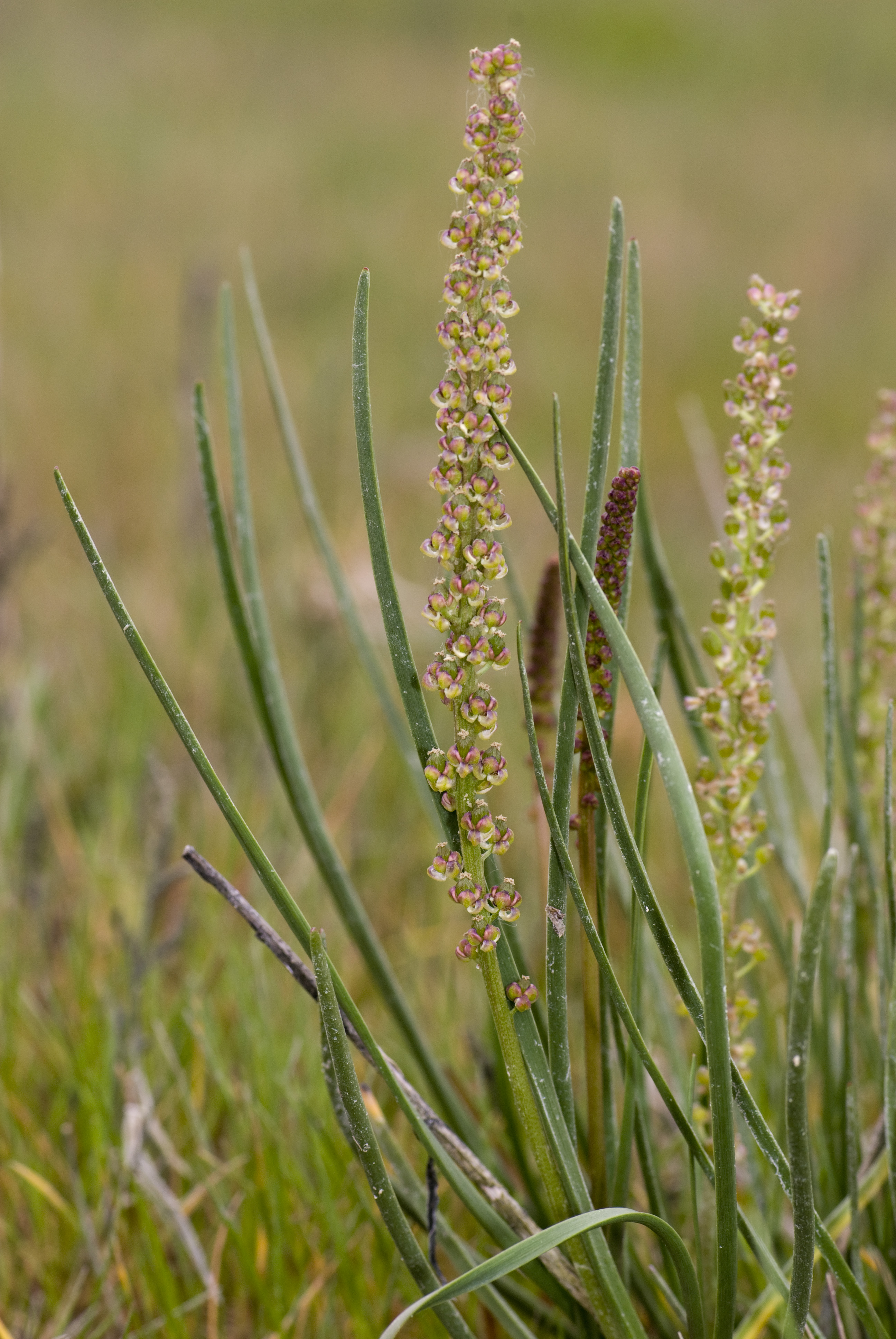
Pokrój
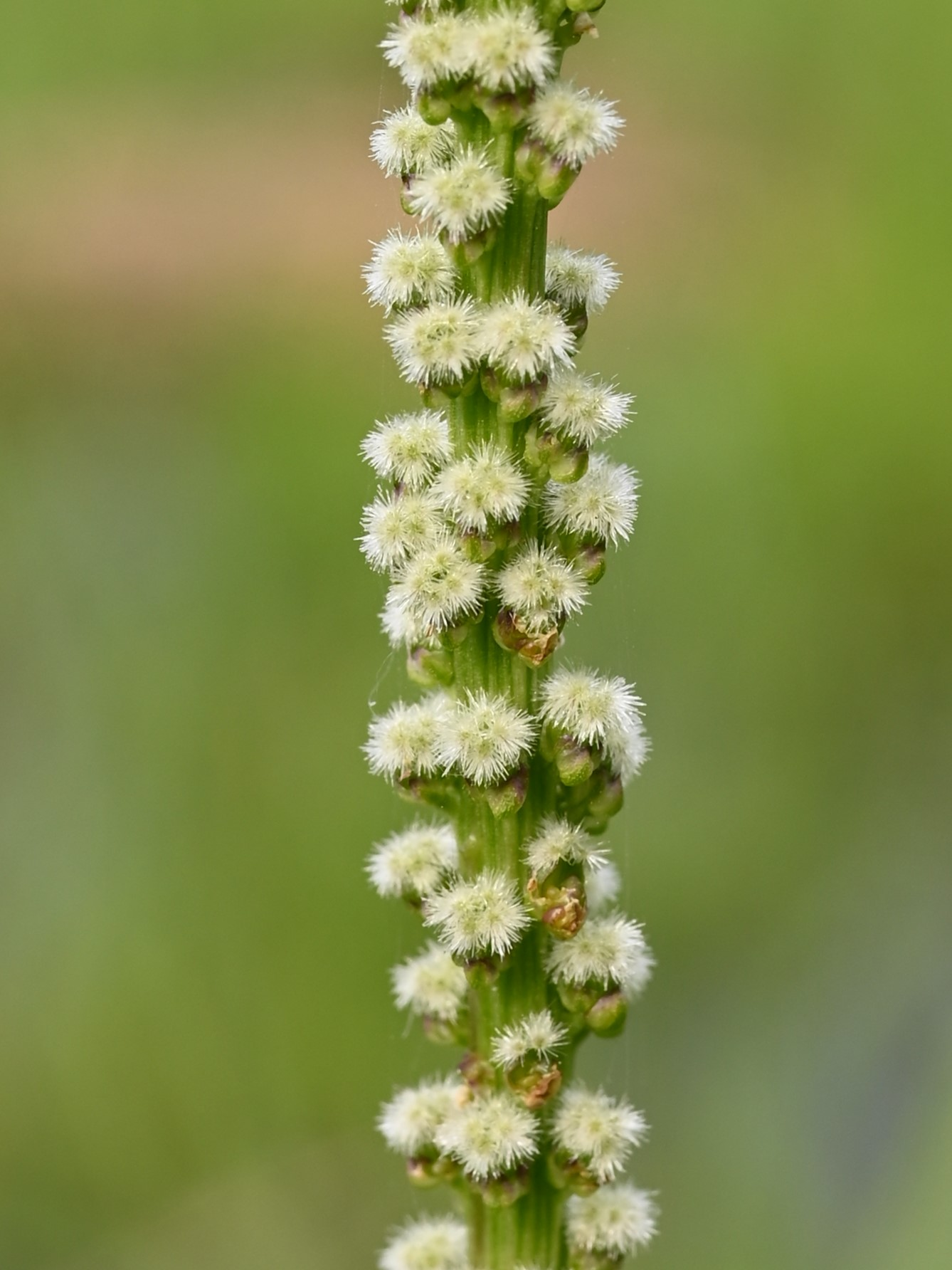
Kwiaty
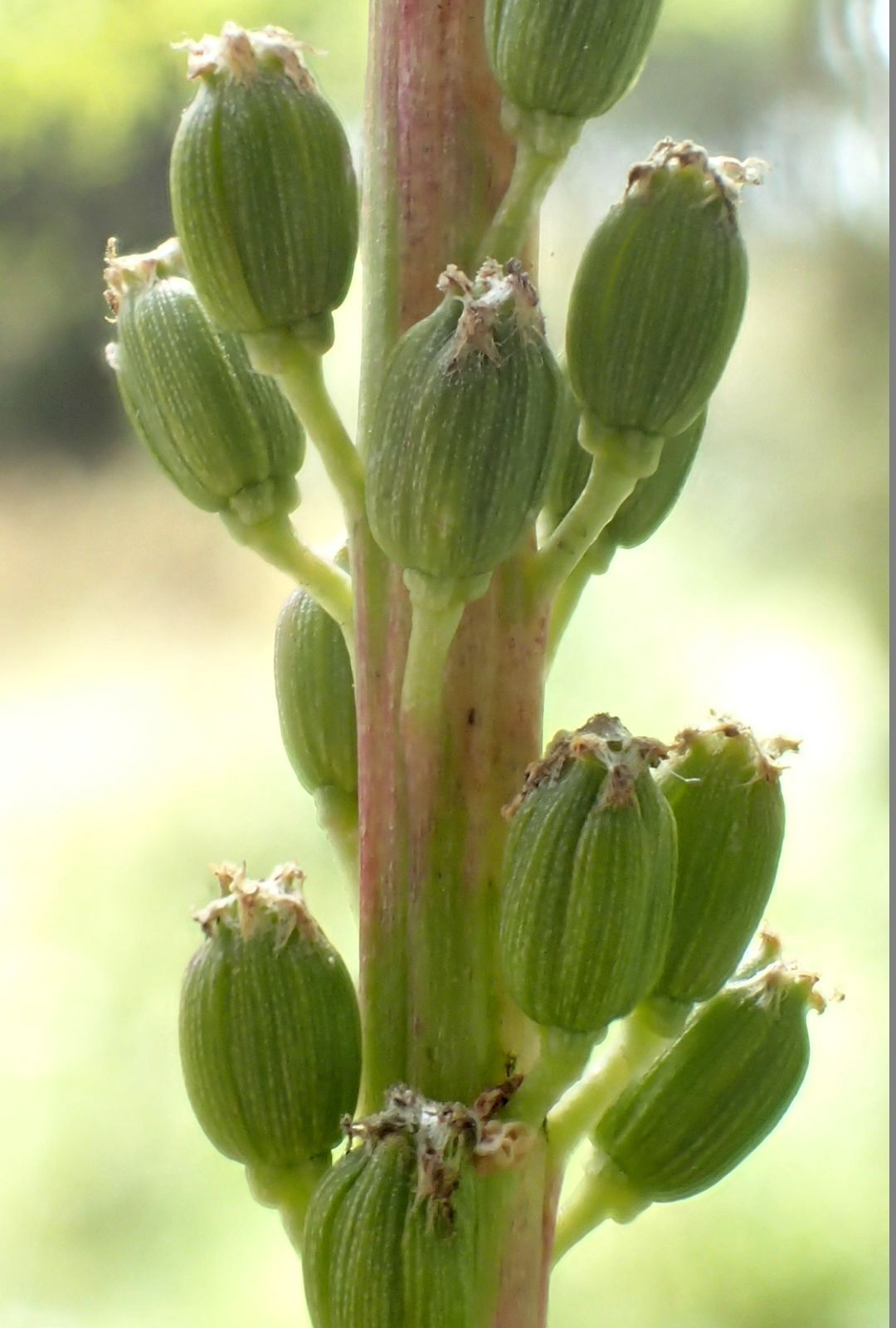
Owoce

## Biologia i ekologia
Bylina, geofit. Kwitnie od maja do sierpnia. Występuje na rozproszonych stanowiskach, ale gromadnie na słonych łąkach i na wybrzeżu. Pojedynczo w głębi kraju. Gatunek charakterystyczny zespołu Triglochino-Glaucetum maritimae. Liczba chromosomów 2n = 12, 24, 28, 36, 48, 80, 120.

## Zagrożenia i ochrona
Roślina umieszczona na Czerwonej liście roślin i grzybów Polski (2006) w grupie gatunków wymierających na izolowanych stanowiskach, poza głównym obszarem występowania (kategoria zagrożenia: [E]). W wydaniu z 2016 roku otrzymała kategorię VU (narażony).
Od 2014 roku jest objęta w Polsce ochroną częściową.

## Zastosowanie
Roślina jadalna
Świbka morska jest jadalna. Młode liście zbiera się przed kwitnieniem, ich smak jest mdłosłony, ale po ugotowaniu znika swoisty zapach. Jest jarzyną podobną w smaku do szpinaku. Wykorzystywane mogą być również owoce: Indianie Ameryki Północnej spożywają je prażone.
Roślina użytkowa
Z powodu zawartego w owocach węglanu sodu w południowej Europie używano tej rośliny do pozyskiwania sody.